# تسجيل دخول أحادي
تسجيل الدخول الأحادي أو تسجيل الدخول الموحد (بالإنجليزية: Single sign-on)‏، وتُختّصر "SSO"، وهي خاصّيّة للدخول والتحكّم في عدّة برمجيات منفصلة ذات صلة ببعضها. مع هذه الخاصّيّة، يستطيع المستخدم بتسجيل الدخول بمعرّف واحد (بالإنجليزية: ID)‏ وكلمة سرّ واحدة للوصول إلى النظام أو الأنظمة المتصلة، وذلك دون الحاجة لاستخدام أسماء مستخدمين أو كلمات سر مختلفة. تتم هذه العمليّة باستخدام بروتوكول إل‌داب.